# Ole Sørensen (zapaśnik)
Ole Toft Sørensen (ur. 23 kwietnia 1948 w Randers) – kanadyjski zapaśnik walczący w obu stylach. Olimpijczyk z Monachium 1972, gdzie zajął osiemnaste miejsce w wadze lekkiej, w stylu klasycznym.
Brązowy medalista igrzysk Brytyjskiej Wspólnoty Narodów w 1970 roku.
Jego syn Cody Sorensen jest bobsleistą. Startował na igrzyskach w 2014 i 2022.

## Letnie Igrzyska Olimpijskie 1972
| Konkurencja          | Rundy eliminacyjne | Rundy eliminacyjne      | Klas. końcowa |
| Konkurencja          | Przeciwnik I       | Przeciwnik II           | Miejsce       |
| -------------------- | ------------------ | ----------------------- | ------------- |
| 68 kg styl klasyczny | Heinz Rhyn (SUI) P | Muhammad Bahamu (MAR) P | 18.           |